# Abraham Gottlob Werner
Abraham Gottlob Werner (Wehrau (Felső-Luzsica), 1750. szeptember 25. – Drezda, 1817. június 30.) német mineralógus és geológus.

## Életútja
Freibergben és Lipcsében tanult jogot és bányászatot. Fiatalkorában lelkes ásványgyűjtő volt. 1764-ben bányaírnok, 1775-ben freibergi bányászati akadémia tanára, 1800-ban bányatanácsos lett. A geológiai tudomány fejlődésére nagy hatása volt. Az ő tiszteletére alakult 1808-ban a Wernerian Natural History Society Edinburghban és 1816-ban a Wernersche Societät Drezdában. 1810-ben a Svéd Királyi Tudományos Akadémia külső tagjává választotta.

## Munkái
- Kurze Klassifikation und Beschreibung der Gebirgsarten (Drezda 1787)
- Neue Theorie über die Entstehung der Gänge (Freiberg 1791)
- Verzeichniss des Mineralienkabinets des Berghauptmanns Pabst v. Ohain (2 kötet, uo. 1791-92)